# Gaetano Nicosia
Gaetano Nicosia, né le 3 avril 1915 à San Giovanni la Punta, en Sicile et décédé le 6 novembre 2017 à Hong Kong, est un prêtre catholique italien de la Société salésienne, connu pour son activité missionnaire en Chine, où il se dévoua notamment auprès des lépreux. 

## Biographie
Gaetano Nicosia ressent très tôt la vocation sacerdotale et l'esprit missionnaire, avec un attrait particulier pour la Chine, qu'il partage avec son ami d'enfance Gabriele Allegra (béatifié en 2012). Il rejoint les salésiens en 1927 et partira en 1935 en mission à Hong Kong, où il apprend le chinois. Il sera ordonné prêtre en 1946. Il mena son activité missionnaire dans les écoles de la région jusqu'en 1950, année où il fut expulsé par le régime maoïste. En 1963, il se porte volontaire pour répondre à l'appel de l'évêque de Macao qui a besoin d'aide sur l'île de Coloane, où se sont réfugiés de nombreux lépreux. Gaetano Nicosia trouve là une situation désastreuse, par le manque d'hygiène et un taux de suicide élevé. Jusqu'en 2011, soit pendant plus de 48 ans, il va vivre au milieu des lépreux et employer tous les moyens pour améliorer leur situation. 
Il fait venir une équipe médicale et des infirmières sur l'île, fait introduire l'eau courante et l'électricité, élabore des plans de restauration des habitations, crée une ferme et encourage la formation professionnelle pour que tous puissent travailler. Il fera aussi construire une école et une église. Très aimé de la population, son engagement a poussé la quasi-totalité d'entre eux à devenir chrétiens. En 2011, année de sa retraite, les malades étaient tous guéris et la majeure partie d'entre eux avaient trouvé du travail. Jusqu'à la fin de sa vie, Gaetano Nicosia fut aussi le directeur spirituel de nombreux prêtres et religieuses, qui le recherchaient pour la qualité de ses conseils. 
En 2015 il est l'objet d'un documentaire : Father Nicosia, the Angel of Lepers (Père Nicosia, l'Apôtre des Lépreux). Il recevra des distinctions de la part de la présidence italienne et du gouvernement de Macao. En 2016, il est béni par le pape François sur la place Saint-Pierre au cours d'une audience. Il est mort le 6 novembre 2017 à Hong Kong à l'âge de 102 ans. Ses obsèques ont été célébrées dans la cathédrale de cette même ville, avant l'inhumation qui eut lieu au cimetière Saint-Michel de Macao. 